# Neomysis awatschensis
Neomysis awatschensis is een aasgarnalensoort uit de familie van de Mysidae. De wetenschappelijke naam van de soort is voor het eerst geldig gepubliceerd in 1851 door Brandt.